# Mohovo
Mohovo – wieś w Chorwacji, w żupanii vukowarsko-srijemskiej, w mieście Ilok. W 2011 roku liczyła 239 mieszkańców.